# Ateuchus howdeni
Ateuchus howdeni là một loài bọ cánh cứng trong họ Bọ hung (Scarabaeidae).